# Newmarket Saints
I Newmarket Saints sono stati una squadra di hockey su ghiaccio dell'American Hockey League con sede nella città di Newmarket, nella provincia dell'Ontario. Nati nel 1986 e sciolti nel 1991, nel corso degli anni sono stati affiliati alla franchigia dei Toronto Maple Leafs.

## Storia
Al termine della stagione 1985–1986 i Toronto Maple Leafs decisero di trasferire la loro principale formazione affiliata da St. Catharines alla piccola località di Newmarket, città a nord di Toronto. La nuova franchigia conservò il nome e le divise dei loro predecessori, i St. Catharines Saints.
Tuttavia le prestazioni della squadra non furono all'altezza, con una sola partecipazione ai playoff in cinque stagioni. A ciò si aggiunsero la scarsa affluenza di pubblico agli incontri casalinghi e le dimensioni troppo ridotte della città per ospitare una franchigia professionistica. Nel 1991 si decise quindi di trasferire la squadra a Saint John's, dove assunse il nome di St. John's Maple Leafs. Con la partenza dei Saints da Newmarket il vuoto fu riempito dalla creazione dei Newmarket Royals, iscritti alla Ontario Hockey League.

### Affiliazioni
Nel corso della loro storia i Newmarket Saints sono stati affiliati alle seguenti franchigie della National Hockey League:
- Toronto Maple Leafs: (1986-1991)

## Record stagione per stagione
| Stagione         | Division | Gare | V  | S  | P  | OTL | Punti | GF  | GS  | Piazzamento | Play-off                        |
| ---------------- | -------- | ---- | -- | -- | -- | --- | ----- | --- | --- | ----------- | ------------------------------- |
| Newmarket Saints |          |      |    |    |    |     |       |     |     |             |                                 |
| 1986-87          | South    | 80   | 28 | 48 | -  | 4   | 60    | 226 | 337 | 7°          |                                 |
| 1987-88          | South    | 80   | 33 | 33 | 8  | 6   | 80    | 282 | 328 | 6°          |                                 |
| 1988-89          | South    | 80   | 38 | 36 | 6  | -   | 82    | 339 | 334 | 4°          | perde 1º turno (Adirondack) 1-4 |
| 1989-90          | South    | 80   | 31 | 33 | 16 | -   | 78    | 305 | 318 | 5°          |                                 |
| 1990-91          | South    | 80   | 26 | 45 | 9  | -   | 61    | 278 | 317 | 8°          |                                 |

## Record della franchigia

### Carriera
Gol: 100  Marty Dallman
Assist: 162  Wes Jarvis
Punti: 250  Wes Jarvis
Minuti di penalità: 539  Brian Blad
Partite giocate: 237  Wes Jarvis